# Parafia św. Michała Archanioła w Sępopolu
Parafia świętego Michała Archanioła w Sępopolu – rzymskokatolicka parafia w Sępopolu, należącym do archidiecezji warmińskiej i dekanatu Bartoszyce. Została utworzona 20 kwietnia 1962. Mieści się przy ulicy Kościelnej.